# Hor (Tibet)
Pour les articles homonymes, voir Hor.
La région de Hor (, THL : Hor Khog ; chinois : 霍尔 ; pinyin : huòěr) est formé de cinq principautés, Hor Béri (白利/Baili), Hor Khangsar (孔薩/Kongsa), Hor Mazur (麻書/mashu), Hor Trehor aussi appelé Driwo (竹窝/Zhuwo), et Hor Drango (章谷/Zhanggu) situées du nord-ouest au sud-est le long de la rivière Yarlung (Mékong), et à l’est de Dergué. Sa capitale est Karzé dans la province du Sichuan. La région de Hor fait partie pour les Tibétains, du Kham ou Tibet oriental (voir aussi Dokham).
Le terme tibétain « Hor » signifie « Mongols orientaux ». Ce terme désignait auparavant les Ouïgours établis au VIIIe siècle aux alentours de Ganzhou, puis les mongols de Gushri Khan (mongol qoshot qui envahirent l'Amdo et le Kham au XVIe siècle, on parle aujourd'hui des descendants des cinq principautés Hors du Sichuan et Qinghai.

## Histoire
Placée entre Chine et Tibet, elle fut dirigée par la Chine (organisée en cheftaines (Tusi à partir de la Dynastie Yuan (1234/1279 – 1368), mongole, ou le Tibet (sous le règne des Qoshots, Mongols également) ou encore constituée d'entités indépendantes, parfois frustrées par les pouvoirs de Pékin et Lhassa. Elle fut administrée avec une certaine souplesse par la dynastie Qing de 1751 à 1912, puis partiellement par le gouvernement de Lhassa du Ganden Phodrang entre 1916 et 1942. Elle se trouve aujourd’hui intégrée aux provinces du Sichuan et du Qinghai, et non dans la région autonome du Tibet.

### Khanat qoshot
Au XVIIe siècle, sous le Khanat qoshot, l’armée mongole qoshot de Güshi Khan, aida Lobsang Gyatso 5e dalaï-lama unifie le Tibet, en particulier en tuant les rois qui lui étaient opposé (notamment Donyo Dorje, roi du Béri, ou Karma Tenkyong Wangpo, roi du Tsang, puis de l'Ü-Tsang (ou Tibet central)) convertissant les royaumes du Kham à la tradition Gelugpa et en plaçant sous l’autorité du dalaï-lama la région de Kartzé qui fut divisée en 5 principautés horpa. Deux dzongs (fortifications) furent construits à cette même époque à Karzé à proximité de la Dza-chu (Yarlung). L’un d’entre eux fut occupé et transformé en caserne par les troupes de Chao Er-Feng (1845 — 1911), à la fin de la dynastie Qing. Ces 2 dzongs ont été détruits.

### Administration par la dynastie Qing
Pendant la guerre Dzoungar-Qing (1687–1757), en conséquence de l'intervention de l'armée impériale à Lhassa de 1720, en 1727 le royaume de Dergé tombe sous la tutelle des Qing en même temps que le reste du Kham (Tibet oriental). Avec d'autres districts comme Nyarong, Batang, Litang et les cinq États Horpa, il est inclus dans la région appelée Kham. En 1733, l'empereur Yongzheng confère à Tenpa Tsering, le roi de Dergé, le titre de chef du « bureau de pacification », xuanweisi (宣威司, xuānwēisī), qui le laisse indépendant de fait mais l'oblige à payer un tribut.
La région est organisée en plusieurs tusi (chefferie locale où un représentant de la minorité dirige) sous la dynastie Qing.

### République de Chine
La révolution chinoise de 1911 fait tomber le dernier empereur Puyi. Tibet est indépendant de fait entre 1912 et 1951, le Hor fait alors partie de la voie du chuanbian (zh) (川边道)[réf. nécessaire] qui devient, en 1914, le district spécial de Chuanbian, puis la province du Xikang à partir de 1928.

### Administration par le gouvernement tibétain
En 1916, à la fin de la période du ganden Phodrang, le gouvernement du Tibet indépendant (1912-1951) de Thubten Gyatso, 13e dalaï-lama crée au Hor un nouveau poste de gouverneur civil et militaire (spyi-khyab) à l'instar de ceux mis en place dans d'autres villes et régions frontalières (Chamdo en 1913, Dergué en 1914, Gro-mo et Lho-kha en 1917).
Voici la liste des gouverneurs généraux de Hor :
- 1917, Hor-spyi I, mKhan-chung Grags-rnam (Grags-pa rnam-rgyal), Dragpa Namgyal ;
- 1920, Hor-spyi II, Rim-bzhi sMan-spel, Rimshi Menpe (Sonam Gyalpo), un laïc ;
- 1923, Hor-spyi III, mKhan-chung gYu-thog, Kenchung Yutok, un moine ;
- 1926, Hor-spyi IV, , Kashopa Chogyal Nyima, un laïc ;
- 1929, Hor-spyi V, mKhan-chung Grags-pa rgya-mtsho, Kenchung Dragpa Gyatso, un moine ;
- 1932, Hor-spyi VI, Rim-bzhi sNye-mo mDo-mkhar, Rimshi Nyemo Donkar, un laïc ;
- 1935, Hor-spyi VII, mKhan-chung Thub-bstan padma, Kenchung Thubten Péma, un moine ;
- 1938, Hor-spyi VIII, Rim-bzhi Khyung-ram Don-grub rgyal-po, Khyungtse Rampa Dondrup Gyalpo, un aristocrate ;
- 1941, Hor-spyi IX, sTag-brag gzims-dpon mkhan-po, Taktra Zimpön Khenpo, un moine et le dernier gouverneur-général de Hor.

En 1941, le gouvernement tibétain abolit la fonction et fonde six dzong dans la région de Hor.